# Акшарбак
Акшарбак (каз. Ақшарбақ, до 2009 г. — Верх-Катунь) — село в Катон-Карагайском районе Восточно-Казахстанской области Казахстана. Входит в состав Аксуского сельского округа. Код КАТО — 635433300.

## Население
В 1999 году население села составляло 238 человек (118 мужчин и 120 женщин). По данным переписи 2009 года, в селе проживало 136 человек (71 мужчина и 65 женщин).